# Broadway-Seventh Avenue Line
De IRT Broadway-Seventh Avenue Line, ook bekend als de Seventh Avenue Line, is een lijn (of beter gezegd traject) van de metro van New York. Het is een van de lijnen van de A Division. De lijn is aangelegd door de IRT. De hoofdlijn loopt van South Ferry in Lower Manhattan noordwaarts naar Van Cortlandt Park-242nd Street in de wijk Riverdale (Bronx). Een aparte aftakking, de Brooklyn Branch, maakt de verbinding met Brooklyn door de Clark Street Tunnel onder de East River en loopt tot het station Court Street-Borough Hall. De route maakt deel uit van de lijnen 1, 2 en 3.

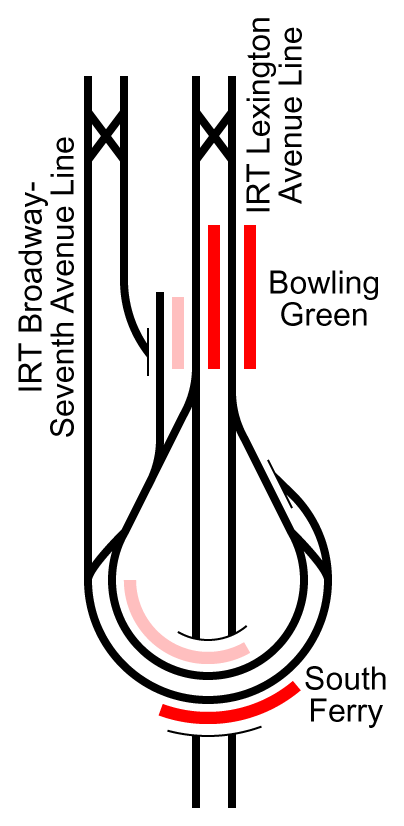
De keerlus bij South Ferry waar de Broadway-Seventh Avenue Line en de Lexington Avenue Line kunnen keren

 ·  ·  ·  ·  ·  ·  ·  ·  · 